# Mitsubishi F1M
Il Mitsubishi F1M (零式水上観測機? Idrovolante da osservazione tipo 0, nome in codice alleato Pete) era un idroricognitore marittimo a galleggiante singolo con stabilizzatori prodotto dall'azienda giapponese Mitsubishi Heavy Industries negli anni trenta.
Venne impiegato principalmente dalla Dai-Nippon Teikoku Kaigun Kōkū Hombu, la componente aerea della Marina imperiale giapponese, durante la seconda guerra mondiale.

## Storia
Alle metà degli anni trenta la marina imperiale espresse la necessità di dotarsi di un nuovo velivolo per sostituire il Nakajima E8N nelle missioni di ricognizione ed osservazione a corto raggio. A questo scopo, nel 1935, emise una specifica per un idrovolante monomotore alla quale risposero la Aichi con l'F1A, la Kawanishi con l'F1K e la Mitsubishi che con l'F1M si aggiudicò la fornitura.

### Sviluppo
Il prototipo, a cui venne assegnata la denominazione aziendale F1M1, venne realizzato in 4 esemplari, il primo dei quali venne portato in volo per la prima volta nel giugno 1936. La motorizzazione adottata era un radiale Nakajima Hikari MK1 capace di 820 hp (611 kW), e che gli consentivano di raggiungere una velocità massima di 368 km/h ed un'autonomia di 1 072 km (al massimo carico). Esso fornì alla Marina imperiale un velivolo versatile da impiegare in diversi tipi di operazioni belliche.
La versione di serie, la F1M2, era dotata di due mitragliatrici Type 97 calibro 7,7 × 56 mm Type 89 in fronte volo ed una Type 92 calibro 7,7 × 58 mm Arisaka brandeggiabile situata nell'abitacolo posteriore riservato all'osservatore. Era inoltre dotato di 2 bombe da 60 kg.
La quantità di esemplari prodotti tra il 1936 e il 1944 arrivò alla considerevole cifra di 1 118 unità, comprese le versioni da addestramento denominate F1M2-K.

### Impiego operativo
L'F1M venne ideato per essere un ricognitore marittimo imbarcato idoneo per il decollo tramite catapulta. Tuttavia, il Pete, come era denominato in codice dagli alleati, assunse una serie di ruoli diversi, tra cui caccia da difesa aerea, scorta convogli, bombardiere, lotta antisommergibile, pattugliatore marittimo a lungo raggio, ricerca e salvataggio e trasporto tattico. La versione da caccia venne impiegata nelle Isole Aleutine, le Isole Salomone e molti altri teatri bellici. I Pete furono accreditati anche dell'affondamento, il 9 aprile 1942, della mototorpediniera della U.S. Navy PT 34.

## Versioni
F1M1
prototipo realizzato in 4 esemplari.
F1M2
versione da ricognizione marittima biposto realizzata per la Marina imperiale giapponese.
F1M2-K
versione da addestramento biposto.

## Utilizzatori
Giappone
- Dai-Nippon Teikoku Kaigun Kōkū Hombu

 Indonesia
- Angkatan Udara Republik Indonesia

velivolo ex-giapponese utilizzato dalle forze di guerriglia indonesiane nel periodo postbellico.
 Siam
- Krom Akat Sayam

## Galleria d'immagini

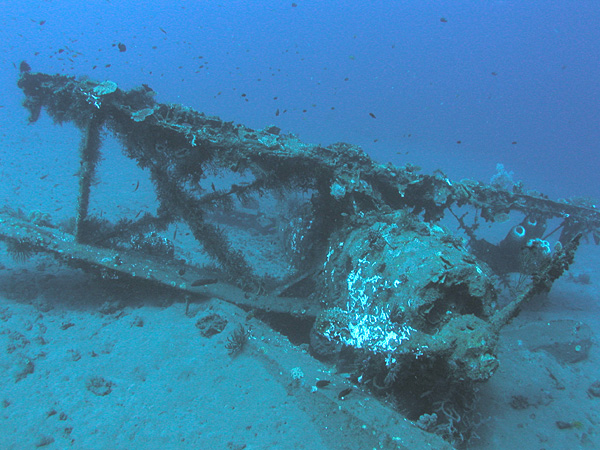
Mitsubishi F1M "Pete", esemplare inabissato nella seconda guerra mondiale
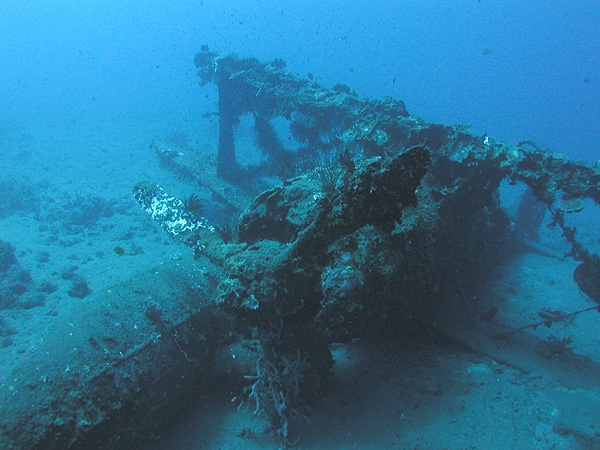
Mitsubishi F1M "Pete", altra vista
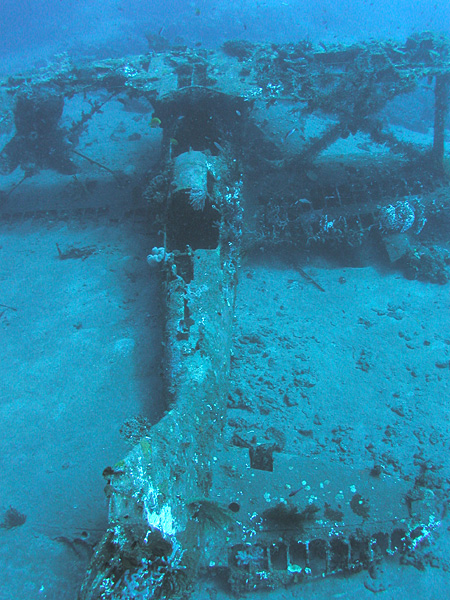
Mitsubishi F1M "Pete", vista posteriore